# Aéroport international de Pokhara
L'aéroport international de Pokhara (en népalais पोखरा अन्तर्राष्ट्रिय विमानस्थल) (code OACI : VNPR) est un aéroport desservant Pokhara au Népal. Il est situé à 3 km de l'ancien aéroport de Pokhara qu'il est destiné à remplacer. Entré en service le 1er janvier 2023, il s'agit du troisième aéroport international du pays. L'aéroport devrait desservir 1 million de voyageurs par an. 

## Histoire
L'idée d'un aéroport international à Pokhara remonte à 1971. En 1976, le gouvernement achète le terrain nécessaire dans ce but. En 1989, l'agence japonaise de coordination internationale dont le but est de coordonner l'aide publique au développement du Japon réalise une première étude de faisabilité. Le projet n'avance guère, entre-temps. Toutefois, la situation se débloque en 2009 lorsque l'Inde et le Népal signent un accord aérien commun libérant la voie aux transports depuis Mumbai, Bangalore et New Delhi (opportunité touristique revue à la hausse). En 2013, la CAAN (Civil Aviation Authority Nepal) signe un accord avec la China CAMC Engineering pour la construction de l'aéroport. 
La construction débute en avril 2016 pour un coût estimé à 305 millions de $. La Chine prête à travers sa banque d'exportation et d'importation 215 millions de $. La banque asiatique de développement prête 37 millions de $ et les fonds de l'OPEP pour le développement international prêtent 11millions de $. 
La pandémie de Covid-19 au Népal a fait prendre du retard aux travaux, qui se poursuivent jusqu'en 2022. Les vols de calibration ont lieu en novembre 2022.
L'aéroport est inauguré par le Premier ministre Pushpa Kamal Dahal le 1er janvier 2023, qui y est arrivé avec sa délégation à bord d'un avion volé par la compagnie Buddha Air. Les développements se poursuivent après l'ouverture, afin d'équiper l'aéroport de services de douanes et d'un dépôt de carburant.

## Incidents et accidents
Le 15 janvier 2023, le vol Yeti Airlines 691 s'écrase pendant son approche sur l'aéroport international de Pokhara. L'avion, un ATR 72-500, s'est abimé au bord de la rivière Seti avec 72 personnes à son bord.